# Parafia Matki Boskiej Częstochowskiej w Łękawce
Parafia Matki Boskiej Częstochowskiej w Łękawce – parafia rzymskokatolicka znajdująca się w diecezji tarnowskiej, w dekanacie Tarnów Południe.